# 輝煌新花介
輝煌新花介（学名：Neocytheromorpha regalis）为細花介科新花介屬下的一个种。